# Basket Almada Clube
O Basket Almada Clube ou BAC é um clube de basquetebol português com estatuto formador, com sede em Almada, Portugal. É constituído por equipas de Minibasquete, Iniciados (Femininos e Masculinos), Cadetes (Masculinos e femininos), Juniores (Masculinos e Femininos) e Seniores (Masculinos e Femininos).
O BAC é uma instituição sem fins lucrativos reconhecida e certificada pelo IPJ com o alvará inicial nº 456 / 08 e posterior Registo nº 70, tem como objetivo principal incentivar crianças e adultos para a pratica do basquetebol assim como cultivar e exercer junto dos seus atletas boas práticas desportivas, sociais e cívicas.

## Plantel  -  Cadetes 2011/12
| Nº        | Nacionalidade | Nome             | Ano de Nascimento |
| --------- | ------------- | ---------------- | ----------------- |
| 4         | Portugal      | Gabriel Sousa    | 1995              |
| 5         | Portugal      | Diogo Freire     | 1996              |
| 6         | Portugal      | Rodigo Baptista  | 1995              |
| 7         | Portugal      | Francisco Amiel  | 1996              |
| 8         | Portugal      | Henrique Augusto | 1996              |
| 9         | Portugal      | Luis Sousa       | 1996              |
| 10        | Portugal      | Bruno Lagarto    | 1996              |
| 11        | Portugal      | Joao Pereira     | 1996              |
| 12        | Portugal      | Joao Cachopo     | 1995              |
| 13        | Portugal      | Vasco Carvalho   | 1996              |
| 14        | Portugal      | Andre Andrade    | 1995              |
| 15        | Portugal      | Miguel Gaspar    | 1996              |
| Treinador | Portugal      | Tiago Matos      | 1984              |